# Bradley Wiggins
Sir Bradley Wiggins, CBE (Gante, Bélgica, 28 de abril de 1980) é um ciclista profissional britânico.
Possui oito medalhas olímpicas, iniciando com um Bronze nos Jogos Olímpicos de Verão de 2000, um Ouro, uma Prata e dois Bronzes nos Jogos Olímpicos de Verão de 2004 e mais três medalhas de ouro nas Olimpíadas de 2008, 2012 e 2016.
No Tour de France 2009 conseguiu alcançar o quarto lugar.
Foi o primeiro britânico vencedor do Tour de France, tendo conquistado o primeiro lugar do Tour de France 2012. Em 2014 sagrou-se campeão mundial de contra-relógio individual em Ponferrada.